# Joseph Beauchamp
Pour les articles homonymes, voir Beauchamp.
Joseph Beauchamp né le 26 août 1761 à Saint-Julien-de-Jonzy (Saône-et-Loire) et mort le 21 février 1842 à Saint-Léon (Allier), est un homme politique français.

## Biographie
Il est avocat à Mâcon et se fixe à Saint-Léon (Allier)  à la suite de son mariage. Il est juge au tribunal de district du Donjon (Allier) en 1790. Député de l'Allier à la Convention, il est absent lors du vote de la mort de Louis XVI. Il retrouve un poste de député au Conseil des Cinq-Cents, le 23 germinal an VII. Rallié au Consulat après le coup d'État du 18 Brumaire, il entre au corps législatif et y reste jusqu'à la chute du Premier Empire. Il est élu conseiller d'arrondissement en 1830, puis conseiller général du canton de Jaligny en 1833 (il est doyen de l'assemblée). Il a été maire de Saint-Léon. 